# Chambre des beaux-arts du Reich
La Chambre des beaux-arts du Reich est une institution du Troisième Reich qui a pour mission de promouvoir les beaux-arts qui correspondent à l'esprit de l'époque, mais aussi de réprimer les tendances qui la contredisent. Un art allemand au sens du national-socialisme s'oppose à un art dégénéré. La Chambre des beaux-arts contribue ainsi à l'alignement de la culture et de la société pendant la période national-socialiste. Seuls les membres peuvent exposer dans le Reich allemand et pratiquer l'art en tant que profession. Les artistes d'origine juive ou communiste ne sont pas autorisés ou sont exclus.

## Fonctions

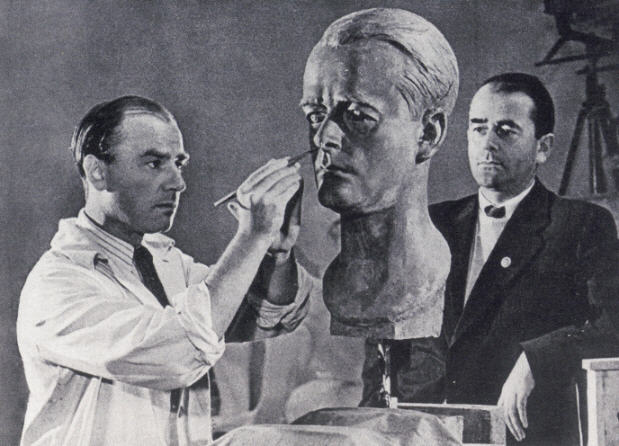
Arno Breker (1940), Albert Speer à droite

La Chambre des beaux-arts du Reich est fondée le 1er novembre 1933 comme l'un des sept départements de la Chambre de la culture du Reich par le ministère de la Propagande.
En effet, elle ne fonctionne pas seulement comme une organisation professionnelle d'utilité publique, mais aussi comme un organe de contrôle et de mise au pas des artistes par le régime national-socialiste. En 2015, l'historienne de l'art Nina Kubowitsch est arrivée à la conclusion suivante sur la base de ses recherches sur les activités de la Chambre : "La masse des dizaines de milliers d'artistes en Allemagne était très hétérogène, il n'y avait pas seulement les artistes persécutés et dégénérés d'un côté et les artistes nazis de l'autre. La véritable masse des créateurs artistiques et culturels en Allemagne se situait entre ces deux pôles. Leurs destins doivent également être pris en compte dans l'étude de la Chambre, car ils constituaient la véritable base des membres". Selon elle, la Chambre ne doit pas être unilatéralement cantonnée à sa fonction de simple organe de contrôle ou de simple représentation des intérêts des artistes.
Pour être admis aux expositions, l'adhésion à la Chambre des beaux-arts est indispensable. Certains artistes sont rejetés ou exclus "s'il existe des faits prouvant que la personne en question ne possède pas la fiabilité et l'aptitude nécessaires à l'exercice de son activité".
Les conseillers présidentiels de la Chambre des beaux-arts du Reich comprennent Albert Speer, Hans Herbert Schweitzer, Hans Weidemann (de), Otto von Kursell, Franz Lenk (de) (1933 à 1936), Richard Klein (de) et Hans-Peter Meister (de) dont partie des conseillers présidentiels de la Chambre des beaux-arts du Reich.
- Le premier président de 1933 à 1936 est l'architecte Eugen Hönig (de). Son successeur jusqu'en 1943 est Adolf Ziegler, qui connait bien Hitler depuis 1925 et a travaillé de nombreuses années au NSDAP pour les beaux-arts. Wilhelm Kreis lui succède de 1943 à 1945.
- En 1941, Arno Breker est nommé vice-président.

Avec la loi n°2 du Conseil de contrôle allié du 10 octobre 1945, la Chambre de la culture du Reich et sa subdivision, la Chambre des beaux-arts du Reich, sont interdites par le Conseil de contrôle allié et leurs biens sont confisqués.

## Structure
La Chambre des beaux-arts du Reich se composait des associations professionnelles suivantes :
- Association des architectes allemands (de)
- Association des concepteurs de jardins allemands
- Association des artistes commerciaux allemands
- Association des peintres et graphistes allemands
- Association des sculpteurs allemands
- Union des copistes allemands
- Association des artisans allemands
- Association des marchands d'art et d'antiquités allemands
- Association allemande des éditeurs d'art et des marchands de feuilles d'art
- Conseil étudiant du Reich des spécialistes allemands de la publicité NSRDW, groupe spécialisé pour les annonceurs commerciaux
- Association des scientifiques allemands de l'art
- Association des musées et collections allemands
- Fédération des associations allemandes d'artistes
- Fédération des associations artistiques allemandes
- Communauté d'art chrétien du Reich catholique
- Communauté d'art chrétien du Reich évangélique

La Chambre des beaux-arts du Reich a son siège dans ce qui était alors Berlin W 35, Blumeshof 4-6 (aujourd'hui le quartier Tiergarten). Elle est divisée en 31 sections régionales à travers le Reich, qui sont dirigées par des "directions régionales" et leurs "directeurs régionaux". Les directeurs régionaux sont entre autres :
- Gerhard Langmaack (de) (Hambourg 1934–36)
- Werner Thiede (Hambourg 1936)
- Hans Martin Fricke (de) (Weser-Ems 1935-1942)
- Heinz Lederer (de) (Berlin 1936-1939)
- August Kranz (Berlin 1940-1942)
- Emil Stahl (Franconie)
- Hermann Gradl (de) (Franconie)
- Jäger (Bavière)
- Richard Spitz (Salzbourg jusqu'en 1942)
- Viktor Kuschel (Salzbourg 1943–45)
- Peter Grund (de) (Düsseldorf agissant 1933-1938?)
- Klaus Reese (de) (Düsseldorf 1939–40)
- Max Clarenbach (Düsseldorf 1939–40)
- Ernst August von Mandelsloh (de) (Haut Danube)
- Karl Lieser (de) (Hesse-Nassau)
- Arnold Waldschmidt (de) (Wurtemberg)
- Leopold Blauensteiner (de) (Vienne)
- Ernst Nepo (de) (Tyrol)
- Karl Berthold (de) (Aix-la-Chapelle-Cologne 1935-1936, 1940-1941)
- Clemens Klotz (de) (Aix-la-Chapelle-Cologne 1942-1945)
- Claus Hansen (Cologne-Aix-la-Chapelle 1936)
- Walter Schacht (de) (Basse-Saxe 1935-1943 ?)

## Impact
L'organisation se considère, comme toutes les autres chambres du Reich, comme la représentation de l'état et de la profession de tous les artistes qui en font partie. En font partie toutes les personnes travaillant à plein temps, dans la mesure où elles sont attribuées aux associations professionnelles des groupes de métier. L'adhésion à la Chambre est obligatoire pour tous les artistes allemands. Cette institution est une autorité d'État qui agit de manière autoritaire dans l'esprit de la dictature nazie.
Toutes les organisations professionnelles existantes (y compris tous les groupes et associations d'artistes libres) sont dissoutes ou transférées de force à la Chambre de la culture du Reich. Les personnes ne possédant pas de preuve d'origine aryenne sont progressivement exclues. En outre, les artistes dont les œuvres présentent des contenus critiques à l'égard du système et/ou constituent de l'art dégénéré sont exclus et il leur est interdit de peindre et d'exposer. Les décisions correspondantes sont prises par les commissions Gaukammer compétentes. Celles-ci décident en général après des observations sur le terrain par des délégués artistiques liés au parti dans des expositions, dans le commerce de l'art ou sur dénonciation privée. Les dénonciations anonymes sont monnaie courante et sont redoutées par tous les artistes dont les œuvres ne correspondent pas au goût du peuple. Les nouvelles admissions à la Chambre se font exclusivement sur demande. En 1936/37, la mise au pas organisationnelle de l'art sous le national-socialisme dans le sens d'une "culture populaire marquée par le national-socialisme" est en grande partie achevée. Seuls ceux qui sont enregistrés en tant que membres de la Chambre reçoivent désormais des subventions de l'État, des commandes publiques et des possibilités d'exposition dans le commerce de l'art allemand. En fin de compte, le retrait systématique de la base économique signifie une interdiction professionnelle pour tous les artistes non organisés.
Dans les biographies de presque tous les artistes travaillant à plein temps à l'époque, l'affiliation obligatoire à la Chambre de la culture du Reich (et à ses sous-groupes) est passée sous silence. En effet, le simple fait d'être membre ne permet pas encore de soupçonner l'artiste d'avoir été un soutien actif et un défenseur des idées nationales-socialistes.
Avec la mise hors-la-loi de tous les courants artistiques qui détruisent le peuple et de tous les artistes liés d'une manière ou d'une autre au judaïsme, les artistes professionnels, en tant que membres de la Chambre, se trouvent confrontés à un examen du contenu et du style de leur travail artistique, voire à un réajustement ou à une nouvelle orientation. Chacun doit trouver sa propre réponse. C'est ainsi que certains sont entrés dans l'émigration intérieure et se sont efforcés de réaliser des sujets inoffensifs comme des portraits, des natures mortes, des paysages ou un naturalisme apolitique. Quelques artistes continuent à défendre leur art et leur propre style d'expression artistique. Lorsque leur art est dénoncé comme dégénéré, ils s'enfuient en exil. D'autres renoncent à l'art allemand et au monde de l'art organisé et choisissent un autre métier.